# Fading

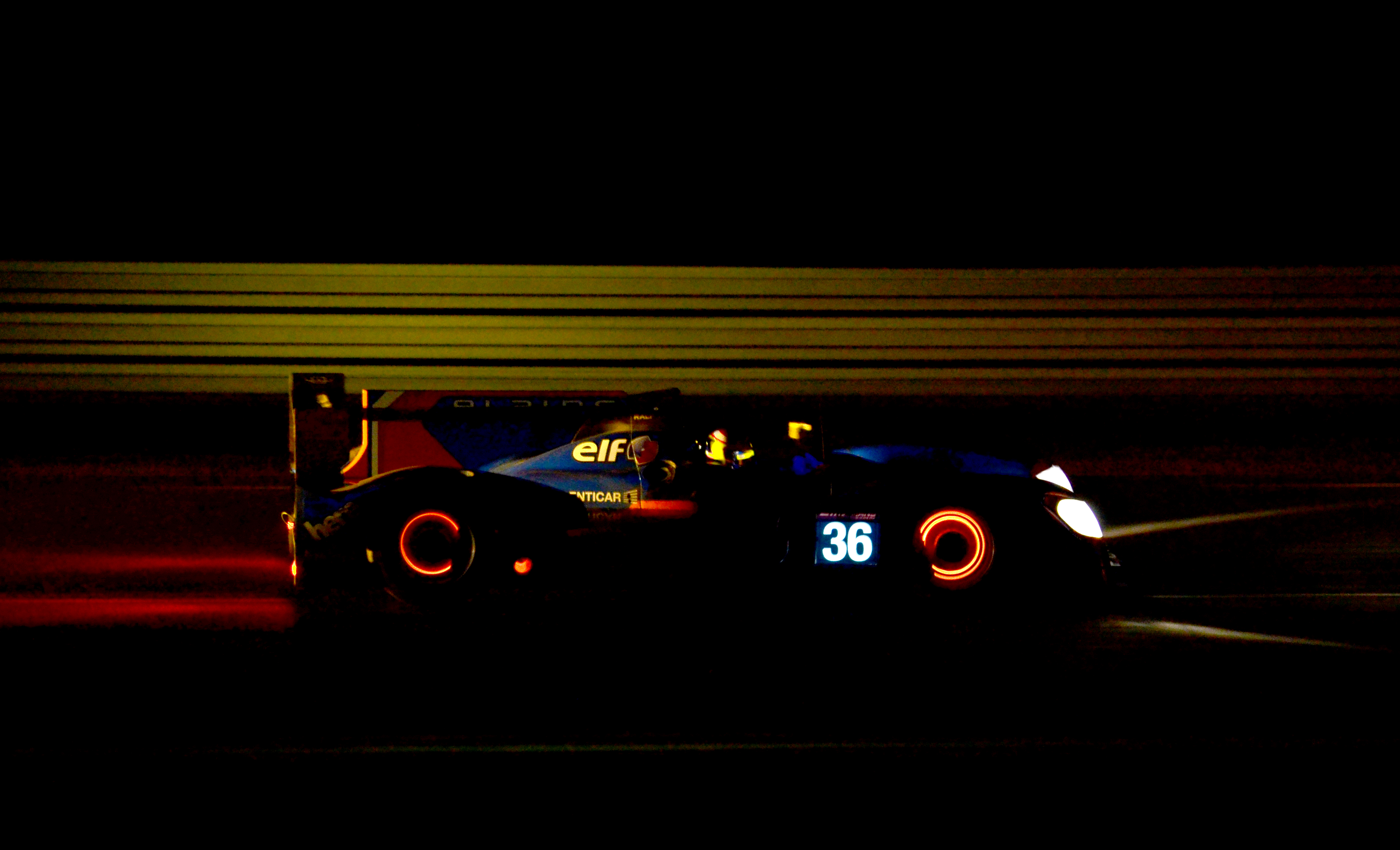
Esempio di freni incandescenti in cui può sopraggiungere il fading

Il Fading (derivante dall'inglese fade in italiano "svanire") è la perdita di efficacia e diminuzione della forza di frenatura di un sistema frenante causato principalmente dal surriscaldamento di quest'ultimo. Ciò può manifestarsi dopo ripetuti usi dei freni o a causa di una frenata prolungata. Questo fenomeno si manifesta in modo minore negli impianti frenanti moderni. Specialmente i freni a disco delle autovetture che vengono realizzati con materiali carboceramici, grazie alla proprietà di resistenza alle alte temperature non perdono efficacia quando si surriscaldano. Con il sopraggiungere di temperature elevate, i freni avranno meno forza nell'arrestare il mezzo, costringendo il guidatore a esercitare maggiore forza sul sistema, generando un effetto doppiamente negativo che aumenterà il calore diminuendo efficacia dei freni.